# Кастелманьо
Кастелма̀ньо (на италиански: Castelmagno; на пиемонтски: Castelmagn, Кастелман, на окситански: Chastelmanh, Частелман) е село и община в Северна Италия, провинция Кунео, регион Пиемонт. Разположено е на 1150 m надморска височина. Населението на общината е 85 души (към 2010 г.).